# Каси Едуърдс
Каси Едуърдс (на английски: Cassie Edwards) е американска писателка на бестселъри в жанра исторически романс, в по-голямата си част на индианска тематика.

## Биография и творчество
Каси Едуърдс е родена през 1936 г. в САЩ. Баба ѝ е била с корени от индианското племе шайени.
Започва да пише в началото на 80-те като се насочва към класическите романси. Първият ѝ романс „Eugenia's Embrace“ е публикуван през март 1982 г. Постепенно се насочва към теми свързани с индианските племена в Америка. Утвърждава се с репутацията, че щателно проучва точния антропологичен произход на всяко индианско племе, за което пише в своите произведения.
Със своите индиански исторически романси Каси Едуърдс става любим автор на читателите. За тях е удостоена с награда за цялостен принос от списание „Romantic Times“, наградата на критиката „Reviewer's Choice“, и е обявена за един от любимите автори от „Affaire de Coeur“.
На 7 януари 2008 г. е обвинена в плагиатство от различни авторски исторически материали и изследвания, които е ползвала частично, без да посочи източника. В резултат на скандала издателите спират да публикуват произведенията ѝ, а Асоциацията на писателите на романси на Америка я изключва от състава си до изясняване на фактите. Това я принуждава да се оттегли от активна писателска дейност.
Каси Едуърдс живее със съпруга си, пенсиониран учител по биология, в Матун, Илинойс.

## Произведения

### Самостоятелни романи
- Eugenia's Embrace (1982)
- Portrait of Desire (1982)
- Rapture's Rendezvous (1982)
- Secrets of My Heart (1982)
- Silken Rapture (1983)
- Passions Web (1984)
- Elusive Ecstasy (1984)
- Forbidden Embrace (1985)
- Desire's Blossom (1985)
- Island Rapture (1985)
- Passions Fire (1986)
- Beloved Embrace (1987)
- Enchanted Enemy (1988)
- Hostage Heart (1988)
- Passion in the Wind (1988)
- Eden's Promise (1989)
- A Gentle Passion (1989)
- Passion's Embrace (1990)
- Рози след дъжд, Roses After Rain (1990)
- When Passion Calls (1990)
- Докосни любовта, Touch the Wild Wind (1991)
- Rolling Thunder (1996)
- Innocent Obsession (1997)
- White Fire (1997)
- Flaming Arrow (1997)
- Bold Wolf (1998)
- Lone Eagle (1998)
- Silver Wing (1999)
- Thunder Heart (1999)
- Sun Hawk (2000)
- Winter Raven (2000)
- Midnight Falcon (2001)
- Fire Cloud (2001)
- Spirit Warrior (2002)
- Storm Rider (2002)
- Racing Moon (2003)
- Night Wolf (2003)
- Proud Eagle (2004)
- Silver Feather (2005)
- Swift Horse (2005)
- Her Forbidden Pirate (2009)

### Серия „Чипеуа“ (Chippewa)
1. Savage Obsession (1983)
2. Savage Innocence (1984)
3. Savage Heart (1985)
4. Savage Torment (1982)
5. Savage Paradise (1987)

### Серия „Диви тайни“ (Savage Secrets)
1. Savage Surrender (1987)
2. Savage Eden (1988)
3. Savage Splendor (1988)
4. Savage Whispers (1989)
5. Savage Bliss (1990)
6. Savage Dream (1990)
7. Savage Dance (1991)
8. Savage Persuasion (1991)
9. Savage Promise (1992)
10. Диви мъгли, Savage Mists (1992)
11. Savage Sunrise (1993)
12. Savage Pride (1995)

### Серия „Аризона“ (Wild Arizona)
1. Wild Ecstasy (1992) – издадена и като „Savage Wrongs“
2. Wild Rapture (1992) – издадена и като „Savage Touch“
3. Wild Embrace (1993) – издадена и като „Savage Wind“
4. Wild Splendor (1993) – издадена и като „Savage Nights“
5. Диво желание, Wild Desire (1994) – издадена и като „Savage Storm“
6. Wild Abandon (1994) – издадена и като „Savage Lies“

### Серия „Дивите“ (Savage)
1. Дива илюзия, Savage Illusion (1993)
2. Savage Spirit (1994)
3. Savage Secrets (1995)
4. Savage Passions (1996)
5. Страсти и копнежи, Savage Longings (1997)
6. Savage Tears (1997)
7. Savage Heat (1998)
8. Savage Wonder (1998)
9. Savage Joy (1999)
10. Изпепеляваща жарава, Savage Embers (1994)
11. Savage Shadows (1996)
12. Savage Fires (1999)
13. Savage Grace (2000)
14. Savage Devotion (2000)
15. Savage Thunder (2001)
16. Savage Honor (2001)
17. Savage Moon (2002)
18. Savage Love (2002)
19. Savage Destiny (2003)
20. Savage Hero (2003)
21. Savage Trust (2004)
22. Savage Hope (2004)
23. Savage Courage (2005)
24. Savage Vision (2005)
25. Savage Arrow (2006)
26. Savage Beloved (2006)
27. Savage Tempest (2006)
28. Savage Quest (2007)
29. Savage Intrigue (2007)
30. Savage Skies (2007)
31. Savage Flames (2008)
32. Savage Abandon (2008)
33. Savage Sun (2009)
34. Savage Dawn (2009)

### Серия „Диви племена“ (Wild Tribes)
1. Wild Bliss (1995) – издадена и като „Savage Darkness“
2. Wild Thunder (1995) – издадена и като „Savage Rage“
3. Wild Whispers (1996)
4. Wind Walker (2004)

### Серия „Митичния индиански ловец“ (Dreamcatcher Indian)
- Running Fox (2006)
- Shadow Bear (2007)
- Raven Heart (2008)
- Falcon Moon (2008)

### Сборници
- „Savage Fantasy“ в Love's Legacy (1987) – с Маделин Бейкър, Мери Балог, Илейн Барбиери, Лори Копланд, Хедър Греъм Позесъри, Катрин Харт, Вирджиния Хенли, Пенелопе Нери, Даяна Палмър и Джанел Тейлър
- „Sweet Savage Dreams“ в An Old-Fashioned Valentine (1993) – с Катрин Крамър и Еухения Райли
- „Tomorrow's Promises“ в Baby on the Doorstep (1997) – с Лори Коупланд и Сюзън Кей Лоу